# Marita Payne (koszykarka)
Marita Payne (ur. 25 listopada 1981) – australijska koszykarka występująca na pozycji środkowej.
3 lutego 2005 została pierwszą zawodniczką w historii drużyny akademickiej Auburn Tigers, która uzyskała triple-double, notując 15 punktów, 13 bloków, 12 zbiórek podczas zwycięskiego (62-51) spotkania z zespołem Arkansas. Jednocześnie 13 uzyskanych bloków stało się nowym rekordem drużny. W sezonie 2002/03 ustanowiła rekord wszech czasów debiutantek zespołu, uzyskując w całym sezonie 47 bloków, natomiast rok później zawodniczek drugorocznych (82). W 2005 ustanowiła nowy rekord konferencji Southeastern (SEC) w liczbie bloków (141) uzyskanych w trakcie pojedynczego sezonu.

## Osiągnięcia
Na podstawie, o ile nie zaznaczono inaczej.
NCAA
- Mistrzyni turnieju WNIT (Women's National Invitation Tournament – 2003)
- Uczestniczka turnieju NCAA (2003, 2004)
- Zaliczona do II składu SEC (2006)
- Zawodniczka tygodnia SEC (7 lutego 2005)
- Liderka NCAA w blokach (2005)

Indywidualne
- Liderka w średniej bloków:
  - PLKK (2010)[4]
  - ligi tureckiej (2008)[5]

Reprezentacja
- Brązowa medalistka uniwersjady (2005)